# Roc del Corb (Saldes)
El Roc del Corb és una muntanya de 1.294 metres que es troba al municipi de Saldes, a la comarca catalana del Berguedà.